# Labourdonnaisia calophylloides
Espèce
Labourdonnaisia calophylloides, connue en français sous les noms de Labourdonnaisie faux-calophylle, Petit natte,, Petit natte blanc,, Ti natte (Réunion) ou encore Natte à petites feuilles (Réunion, Maurice), est une espèce de plantes à fleurs de la famille des Sapotaceae. C'est un arbre ou un arbuste endémique des îles de La Réunion et de Maurice.

## Description
Cet arbuste peut atteindre une hauteur de 20 mètres à l'état sauvage et développe une forme très caractéristique et ornementale, car ses feuilles se regroupent à l'extrémité de chaque rameau.
Son bois est de couleur rouge foncé et à grain fin.

## Répartition
Il était autrefois répandu dans les îles Mascareignes.
À l'état sauvage, il est encore présent à Maurice à Grand Bassin, Petrin, et est localement commun dans les forêts en reconstitution de Monvert. Il est aussi présent à La Réunion.